# Concours Eurovision de la chanson 1972
- Pays participants
- Pays ayant participé dans le passé

Dublin 1971 Luxembourg 1973
Le Concours Eurovision de la chanson 1972 fut la dix-septième édition du concours. Il se déroula le samedi 25 mars 1972, à Édimbourg, au Royaume-Uni. Il fut remporté par le Luxembourg, avec la chanson Après toi, interprétée par Vicky Leandros. Le Royaume-Uni, pays hôte, termina deuxième et l'Allemagne, troisième.

## Organisation
Monaco, qui avait remporté l'édition 1971, avait initialement décidé d'organiser seul l'édition 1972. La première idée fut d'opter pour un événement en extérieur et de reculer la date du concours jusqu'en juin 1972. Cependant, faute de financement et de matériel adéquat, les responsables de la télévision monégasque durent requérir l'aide de la télévision publique française, qui accepta d'organiser le concours. Les discussions n'aboutirent cependant jamais. La télévision monégasque souhaitait que le concours se tienne à Monaco; la télévision française, en France. Les responsables monégasques renoncèrent alors définitivement à l'organisation et s'en remirent à l'UER. Celle-ci sollicita l'Espagne et l'Allemagne, qui avaient terminé aux deuxième et troisième places. Les deux pays déclinèrent et ce fut finalement la BBC qui se retrouva en charge. Monaco devint ainsi le seul pays vainqueur à ne jamais avoir accueilli le concours sur son sol.
Ce fut la première fois que la BBC choisit d'organiser le concours en dehors de Londres. Le tirage au sort des ordres de passage eut lieu le mercredi 1er décembre 1971, à Londres.

## Pays participants
Dix-huit pays participèrent au dix-septième concours. Il n'y eut ni abstention, ni retour, ni début. 

## Format

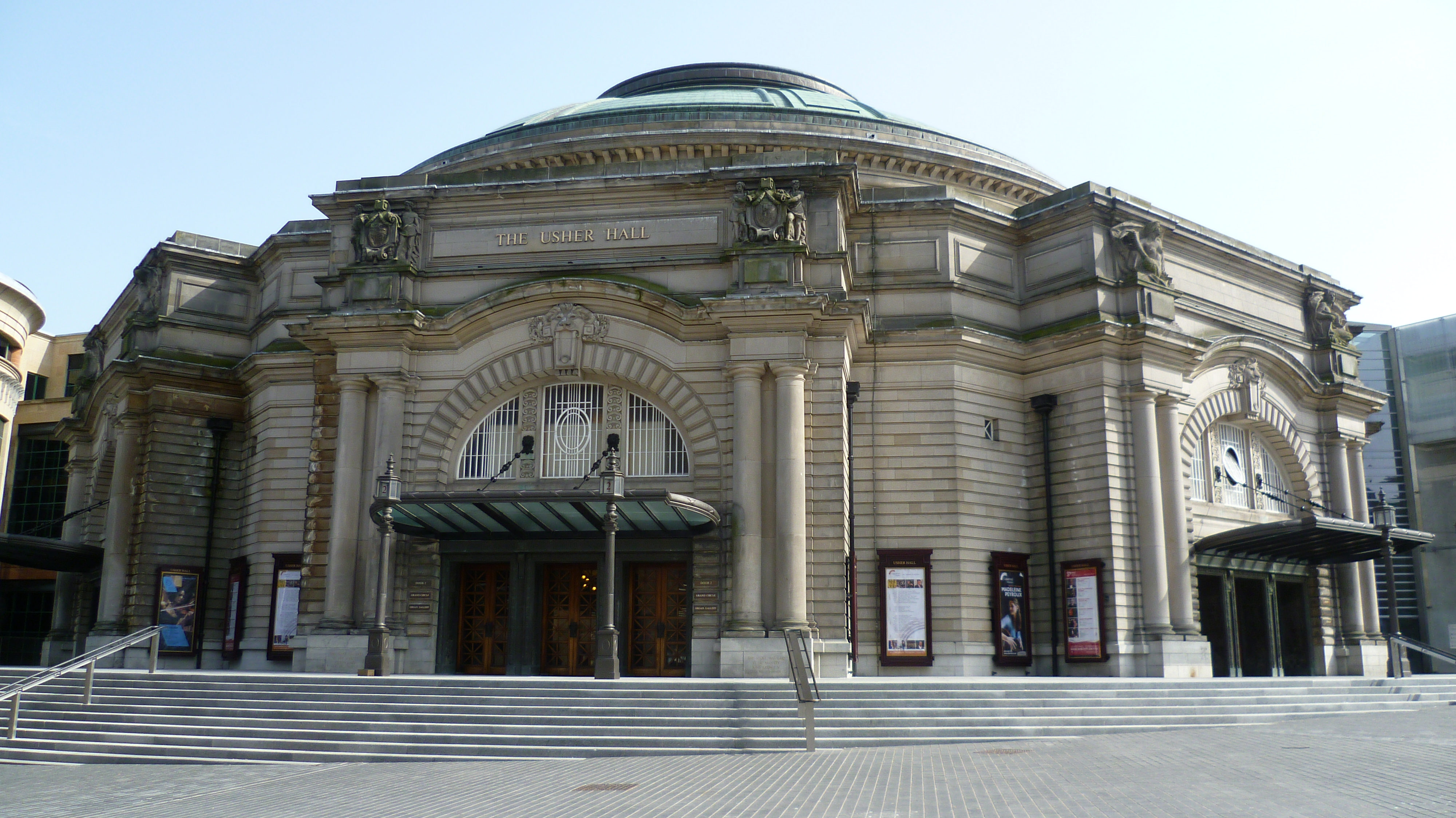
Le Usher Hall, à Édimbourg.

Le concours eut lieu au Usher Hall d'Édimbourg, une salle de concert inaugurée en 1914. Les répétitions débutèrent le mercredi 22 mars.
L'orchestre prit place dans une fosse, au pied de la scène. Cette dernière était de forme circulaire et encadrée de deux murs à angle droit. Les murs étaient composés d'une alternance de panneaux blancs, des croisillons lumineux et de colonnes de lumière. Trois entrées, à gauche, au centre et à droite,  étaient masquées par des tentures de paillettes, agitées par des ventilateurs. Durant les prestations, la scène était animée par des jeux d'ombres et de lumières. Sur le mur de droite, étaient projetées des figures bleutées. Quant au mur de gauche, il comportait un vaste écran, qui permettait de présenter les artistes et leur chanson.
Ce fut la première fois dans l'histoire du concours, qu'un écran mural fut employé.
Le programme dura près d'une heure et quarante-cinq minutes. Son coût final pour la BBC fut de 81 000 livres sterling.

## Vidéo introductive et cartes postales
La vidéo introductive montra plusieurs vues touristiques d'Édimbourg. La caméra montra ensuite le plafond de la salle, puis le public. L'orchestre se mit alors à jouer la partition d'Un Banc, Un Arbre, Une Rue, la chanson gagnante de l'année précédente.  
Pour la première fois depuis 1970, il n'y eut pas de cartes postales. La caméra fit un plan sur l'écran mural, montrant le visage des artistes et le titre de leur chanson.

## Déroulement
La présentatrice de la soirée fut l'actrice Moira Shearer. Elle s'adressa aux téléspectateurs en français et en anglais. 
L'orchestre était dirigé par Malcolm Lockyer et comportait quarante-quatre musiciens.
Un incident mineur se produisit durant la retransmission. Quelqu’un jeta de l'eau boueuse dans le public, juste avant la prestation de la candidate irlandaise. Le personnel décida de faire sortir les victimes. Elles se levèrent donc et quittèrent la salle, ce qui causa à Sandie Jones une grande frayeur.

## Chansons
Dix-huit chansons concoururent pour la victoire.
Pour la toute première fois, la chanson irlandaise fut interprétée en gaélique, l'autre langue officielle du pays avec l'anglais. 

## Chefs d'orchestre
| Paul Kuhn        | Franck Pourcel    | Colman Pearce     | Augusto Algueró | David Mackay        | Carsten Klouman      |
| ---------------- | ----------------- | ----------------- | --------------- | ------------------- | -------------------- |
| - Allemagne      | - France          | - Irlande         | - Espagne       | - Royaume-Uni       | - Norvège            |
| Richard Hill     | Jean-Pierre Festi | Charles Camilleri | Ossi Runne      | Erich Kleinschuster | Gianfranco Reverberi |
| - Portugal       | - Suisse          | - Malte           | - Finlande      | - Autriche          | - Italie             |
| Nikica Kalogjera | Mats Olsson       | Raymond Bernard   | Henri Segers    | Klaus Munro         | Harry van Hoof       |
| - Yougoslavie    | - Suède           | - Monaco          | - Belgique      | - Luxembourg        | - Pays-Bas           |

## Entracte
Le spectacle d'entracte fut une vidéo intitulée, Tatto at Edinburgh Castle. Il s'agissait d'une parade militaire, au son de la cornemuse, effectué par huit régiments écossais, qui eut lieu sur l'esplanade à l'entrée du Château d'Édimbourg. L'événement ne fut pas enregistré spécialement pour le concours : les producteurs réemployèrent simplement une archive vidéo datant de 1968.

## Coulisses
Durant le vote, la caméra fit plusieurs gros plans sur les artistes. Apparurent notamment Vicky Leandros, Sandra Reemer, les New Seekers, Véronique Müller et Beatrix Neundlinger. 

## Vote
Le vote fut décidé entièrement par un jury. Contrairement à l'année précédente, les jurés n'étaient plus présents dans la salle, mais firent leurs délibérations dans le Great Hall du Château d'Édimbourg. 
Le système de vote demeura inchangé. Chaque pays envoya sur place deux jurés, l'un ayant entre 16 et 25 ans, l'autre ayant entre 25 et 55 ans. Pour chaque chanson, ils devaient attribuer chacun entre un et cinq points.  Les votes des jurés devaient être donnés et consignés immédiatement après chaque chanson. Après l'entracte, les jurés confirmèrent visuellement  leurs votes, selon l'ordre de passage des pays participants.
Le superviseur délégué sur place par l'UER fut Clifford Brown. Il répéta à chaque fois en anglais le nombre de votes attribués et le total des votes pour chaque pays.

## Résultats
Ce fut la troisième victoire du Luxembourg.  Il obtint 128 votes, exactement le même nombre que le vainqueur de l'année précédente.
Vicky Leandros et son père, Léo Leandros, qui était le compositeur d'Après toi, reçurent leur médaille du grand prix, des mains de Séverine, qui avait fait le voyage spécialement jusqu'à Édimbourg.
L'auteur d'Après toi était Yves Dessca. Il avait également écrit Un Banc, Un Arbre, Une Rue, qui avait remporté le concours l'année précédente. Il devint de ce fait, la première personne à remporter le concours deux années de suite et la première personne à le remporter pour deux pays différents. 
La chanson gagnante obtint un énorme succès, partout à travers le monde, et devint l’un des plus grands succès commerciaux de l’histoire du concours. Vicky Leandros l'enregistra dans sept langues différentes et en vendit six millions d'exemplaires.
L’Allemagne termina à la troisième place, pour la troisième année consécutive. Malte termina à la dernière place pour la deuxième année consécutive.
| Ordre | Pays          | Artiste(s)                       | Chanson                       | Langue       | Place | Points |
| ----- | ------------- | -------------------------------- | ----------------------------- | ------------ | ----- | ------ |
| 01    | Allemagne     | Mary Roos                        | Nur die Liebe läßt uns leben  | Allemand     | 3     | 107    |
| 02    | France        | Betty Mars                       | Comé-comédie                  | Français     | 11    | 81     |
| 03    | Irlande       | Sandie Jones                     | Ceol an Ghrá                  | Irlandais    | 15    | 72     |
| 04    | Espagne       | Jaime Morey                      | Amanece                       | Espagnol     | 10    | 83     |
| 05    | Royaume-Uni H | The New Seekers                  | Beg, Steal or Borrow          | Anglais      | 2     | 114    |
| 06    | Norvège       | Grethe Kausland & Benny Borg     | Småting                       | Norvégien    | 14    | 73     |
| 07    | Portugal      | Carlos Mendes                    | A festa da vida               | Portugais    | 7     | 90     |
| 08    | Suisse        | Véronique Müller                 | C'est la chanson de mon amour | Français     | 8     | 88     |
| 09    | Malte         | Helen & Joseph                   | L-imhabba                     | Maltais      | 18    | 48     |
| 10    | Finlande      | Päivi Paunu & Kim Floor          | Muistathan                    | Finnois      | 12    | 78     |
| 11    | Autriche      | Milestones                       | Falter im Wind                | Allemand     | 5     | 100    |
| 12    | Italie        | Nicola di Bari                   | I giorni dell'arcobaleno      | Italien      | 6     | 92     |
| 13    | Yougoslavie   | Tereza Kesovija                  | Muzika i ti                   | Serbo-croate | 9     | 87     |
| 14    | Suède         | Family Four                      | Härliga sommerdag             | Suédois      | 13    | 75     |
| 15    | Monaco T      | Anne-Marie Godart & Peter McLane | Comme on s'aime               | Français     | 16    | 65     |
| 16    | Belgique      | Serge & Christine Ghisoland      | À la folie ou pas du tout     | Français     | 17    | 55     |
| 17    | Luxembourg    | Vicky Leandros                   | Après toi                     | Français     | 1     | 128    |
| 18    | Pays-Bas      | Sandra & Andres                  | Als het om de liefde gaat     | Néerlandais  | 4     | 106    |

## Anciens participants
| Artiste         | Pays        | Année(s) précédente(s) |
| --------------- | ----------- | ---------------------- |
| Family Four     | Suède       | 1971                   |
| Tereza Kesovija | Yougoslavie | 1966 (pour Monaco)     |
| Vicky Leandros  | Luxembourg  | 1967                   |
| Carlos Mendes   | Portugal    | 1968                   |

## Tableau des votes
| Drapeau de l'Allemagne                            | Drapeau de la France | Drapeau de l'Irlande | Drapeau de l'Espagne | Drapeau du Royaume-Uni | Drapeau de la Norvège | Drapeau du Portugal | Drapeau de la Suisse | Drapeau de Malte | Drapeau de la Finlande | Drapeau de l'Autriche | Drapeau de l'Italie | Drapeau de la République fédérative socialiste de Yougoslavie | Drapeau de la Suède | Drapeau de Monaco | Drapeau de la Belgique | Drapeau du Luxembourg | Drapeau des Pays-Bas | Total |     |
| Pays                                              |                      |                      |                      |                        |                       |                     |                      |                  |                        |                       |                     |                                                               |                     |                   |                        |                       |                      |       |     |
| Allemagne                                         |                      | 8                    | 6                    | 9                      | 5                     | 6                   | 6                    | 5                | 4                      | 5                     | 5                   | 7                                                             | 5                   | 8                 | 8                      | 7                     | 7                    | 6     | 107 |
| France                                            | 5                    |                      | 5                    | 2                      | 9                     | 7                   | 2                    | 3                | 5                      | 4                     | 2                   | 3                                                             | 5                   | 2                 | 6                      | 7                     | 8                    | 6     | 81  |
| Irlande                                           | 4                    | 3                    |                      | 4                      | 4                     | 6                   | 4                    | 3                | 6                      | 3                     | 4                   | 3                                                             | 3                   | 5                 | 5                      | 4                     | 6                    | 5     | 72  |
| Espagne                                           | 7                    | 5                    | 5                    |                        | 3                     | 8                   | 6                    | 3                | 4                      | 4                     | 5                   | 3                                                             | 2                   | 7                 | 8                      | 3                     | 5                    | 5     | 83  |
| Royaume-Uni                                       | 8                    | 9                    | 6                    | 2                      |                       | 10                  | 4                    | 8                | 2                      | 7                     | 7                   | 7                                                             | 9                   | 6                 | 9                      | 4                     | 8                    | 8     | 114 |
| Norvège                                           | 4                    | 3                    | 6                    | 5                      | 4                     |                     | 5                    | 2                | 5                      | 7                     | 3                   | 2                                                             | 5                   | 4                 | 4                      | 4                     | 6                    | 4     | 73  |
| Portugal                                          | 3                    | 4                    | 7                    | 7                      | 4                     | 2                   |                      | 6                | 5                      | 2                     | 4                   | 9                                                             | 4                   | 7                 | 4                      | 7                     | 10                   | 5     | 90  |
| Suisse                                            | 4                    | 5                    | 6                    | 5                      | 4                     | 7                   | 2                    |                  | 4                      | 7                     | 8                   | 5                                                             | 5                   | 4                 | 6                      | 4                     | 7                    | 5     | 88  |
| Malte                                             | 3                    | 2                    | 4                    | 2                      | 6                     | 2                   | 2                    | 2                |                        | 5                     | 2                   | 2                                                             | 2                   | 3                 | 3                      | 2                     | 2                    | 4     | 48  |
| Finlande                                          | 4                    | 3                    | 3                    | 6                      | 5                     | 6                   | 4                    | 3                | 3                      |                       | 3                   | 3                                                             | 4                   | 4                 | 5                      | 8                     | 6                    | 8     | 78  |
| Autriche                                          | 6                    | 6                    | 6                    | 6                      | 3                     | 5                   | 5                    | 7                | 5                      | 4                     |                     | 6                                                             | 8                   | 10                | 5                      | 4                     | 5                    | 9     | 100 |
| Italie                                            | 4                    | 5                    | 3                    | 2                      | 3                     | 6                   | 7                    | 9                | 6                      | 6                     | 6                   |                                                               | 4                   | 8                 | 6                      | 6                     | 6                    | 5     | 92  |
| Yougoslavie                                       | 7                    | 5                    | 5                    | 8                      | 5                     | 4                   | 5                    | 2                | 4                      | 4                     | 3                   | 3                                                             |                     | 5                 | 10                     | 9                     | 8                    | 6     | 87  |
| Suède                                             | 5                    | 3                    | 5                    | 3                      | 3                     | 5                   | 4                    | 2                | 4                      | 5                     | 4                   | 3                                                             | 7                   |                   | 5                      | 7                     | 5                    | 5     | 75  |
| Monaco                                            | 4                    | 3                    | 4                    | 3                      | 5                     | 6                   | 2                    | 2                | 5                      | 5                     | 3                   | 3                                                             | 4                   | 3                 |                        | 4                     | 4                    | 5     | 65  |
| Belgique                                          | 2                    | 3                    | 4                    | 2                      | 5                     | 2                   | 3                    | 3                | 5                      | 4                     | 2                   | 3                                                             | 2                   | 2                 | 4                      |                       | 6                    | 3     | 55  |
| Luxembourg                                        | 9                    | 8                    | 9                    | 2                      | 10                    | 8                   | 7                    | 6                | 4                      | 6                     | 8                   | 9                                                             | 10                  | 8                 | 7                      | 8                     |                      | 9     | 128 |
| Pays-Bas                                          | 6                    | 6                    | 8                    | 8                      | 9                     | 8                   | 5                    | 6                | 3                      | 9                     | 6                   | 3                                                             | 9                   | 6                 | 5                      | 2                     | 7                    |       | 106 |
| Le tableau suit l'ordre de passage des candidats. |                      |                      |                      |                        |                       |                     |                      |                  |                        |                       |                     |                                                               |                     |                   |                        |                       |                      |       |     |

## Télédiffuseurs
| Pays        | Télédiffuseur(s)         | Commentateur(s)      | Jurés                                |
| ----------- | ------------------------ | -------------------- | ------------------------------------ |
| Allemagne   | ARD Deutsches Fernsehen  | Hanns Verres         | ?                                    |
| Allemagne   | Deutschlandfunk          | Wolf Mittler         | ?                                    |
| Autriche    | FS2                      | Ernst Grissemann     | ?                                    |
| Autriche    | Hitradio Ö3              | Hubert Gaisbauer     | ?                                    |
| Belgique    | RTB                      | Arlette Vincent      | ?                                    |
| Belgique    | RTB Premier programme    | André Hagon          | ?                                    |
| Belgique    | BRT                      | Herman Verelst       | ?                                    |
| Belgique    | BRT Radio 1              | Nand Baert           | ?                                    |
| Espagne     | Primer Programa RNE      | Miguel de los Santos | Emma Cohen & Luis María Ansón        |
| Espagne     | TVE1                     | Julio Rico           | Emma Cohen & Luis María Ansón        |
| Finlande    | YLE TV1                  | Heikki Seppälä       | Merita Merikoski & Åke Granholm      |
| Finlande    | YLE Radio1               | Poppe Berg           | Merita Merikoski & Åke Granholm      |
| France      | Première chaîne - ORTF 1 | Pierre Tchernia      | ?                                    |
| France      | France Inter             | ?                    | ?                                    |
| Irlande     | Radio Éirann             | Kevin Roche          | ?                                    |
| Irlande     | RTÉ Television           | Mike Murphy          | ?                                    |
| Italie      | Programma Nazionale      | Renato Tagliani      | ?                                    |
| Italie      | Secondo Programma Radio  | Renato Tagliani      | ?                                    |
| Luxembourg  | Télé Luxembourg          | Jacques Navadic      | ?                                    |
| Luxembourg  | RTL Radio                | Camillo Felgen       | ?                                    |
| Malte       | MTV                      | Norman Hamilton      | Mary Rose Mallia & Joe Zerafa        |
| Monaco      | Télé Monte Carlo         | Pierre Tchernia      | ?                                    |
| Norvège     | NRK                      | Roald Øyen           | ?                                    |
| Norvège     | NRK P1                   | Erik Heyerdahl       | ?                                    |
| Pays-Bas    | Nederland 1              | Pim Jacobs           | Jennifer Baljet & Cornelis Wagter    |
| Portugal    | RTP1                     | Henrique Mendes      | ?                                    |
| Portugal    | RDP Antena 1             | Amadeu Meireles      | ?                                    |
| Royaume-Uni | BBC1                     | Tom Fleming          | Doreen Samuels & Robert Bruce Walker |
| Royaume-Uni | BBC Radio 1              | Pete Murray          | Doreen Samuels & Robert Bruce Walker |
| Suède       | SR TV1                   | Bo Billtén           | Titti Sjöblom & Arne Domnérus        |
| Suède       | SR P3                    | Björn Bjelfvenstam   | Titti Sjöblom & Arne Domnérus        |
| Suisse      | TSR                      | Georges Hardy        | ?                                    |
| Suisse      | TV DSR                   | Theodor Haller       | ?                                    |
| Suisse      | TSI                      | Giovanni Bertini     | ?                                    |
| Yougoslavie | Televizija Beograd       | Milovan Ilić         | Vera Zlokovic & Veljko Bakasun       |
| Yougoslavie | Televizija Zagreb        | Oliver Mlakar        | Vera Zlokovic & Veljko Bakasun       |
| Yougoslavie | Televizija Ljubljana     | Tomaž Terček         | Vera Zlokovic & Veljko Bakasun       |

Le concours fut retransmis en direct, par câble et par satellite dans 28 pays. Il fut diffusé pour la première fois en direct en Asie, notamment à Hong Kong, au Japon, aux Philippines, à Taïwan et en Thaïlande. Il fut également diffusé en différé en Islande et en Israël.